# Kildebakke Station
Kildebakke Station er en S-togs-station, der ligger i Gladsaxe Kommune (dog på grænsen til Gentofte Kommune), midt mellem bydelene Buddinge, Søborg og Vangede. Den ligger på Hareskovbanen (tidl. København-Slangerup Banen) og åbnede som S-togsstation 25. september 1977. Der har tidligere været et bemandet billetsalg på stationen, men der sælges nu kun billetter fra en automat.
Adgang til stationen kan ske enten fra et lille butikstorv ved Solnavej eller fra Ericavej. Der er kun adgang i den ene ende af perronen. Ved butikstorvet ved Solnavej går linje 68, og 250 meter fra stationen går linje 176 i krydset Ericavej/Fennevangen.
I forbindelse med køreplanskiftet 8. januar 2006 blev linje A+ (som ikke kører mere) forlænget fra Østerport til Buddinge, med stop på Kildebakke. Dette blev af DSB begrundet med, at man i de tidligere passagertællinger kunne måle, at stadigt flere rejste fra Kildebakke og ind til København.
Ved en renovering af stationen i 2013 blev der i samarbejde mellem DSB og Gladsaxe Kommune opsat fire store tegninger af tog af Ib Spang Olsen. Ib Spang Olsen, der selv havde boet i kommunen, var kendt for sine smukke og folkekære tegninger, heriblandt netop flere med tog, så udsmykningen af stationen var en fin anledning til at hædre ham.

## Galleri
- Linje B på stationen.
- Stationsskilt af en type der benyttes flere steder på Hareskovbanen.
- Perronen set fra øst.
- Den overdækkede del af perronen.
- Trappe og elevator.
- Buslinje 68 foran stationen.
- Ankomsthal med tegninger af Ib Spang Olsen.

## Antal rejsende
Ifølge Østtællingen var udviklingen i antallet af dagligt afrejsende med S-tog:
| År   | Antal | År   | Antal | År   | Antal | År   | Antal |
| ---- | ----- | ---- | ----- | ---- | ----- | ---- | ----- |
| 1957 | -     | 1974 | -     | 1991 | 1.135 | 2001 | 765   |
| 1960 | -     | 1975 | -     | 1992 | 1.067 | 2002 | 791   |
| 1962 | -     | 1977 | 568   | 1993 | 921   | 2003 | 678   |
| 1964 | -     | 1979 | 1.138 | 1995 | 867   | 2004 | 759   |
| 1966 | -     | 1981 | 1.052 | 1996 | 828   | 2005 | 731   |
| 1968 | -     | 1984 | 1.130 | 1997 | 828   | 2006 | 724   |
| 1970 | -     | 1987 | 1.075 | 1998 | 816   | 2007 | 825   |
| 1972 | -     | 1990 | 1.143 | 2000 | 866   | 2008 | 826   |